# Sapuse
Sapuse (in sloveno Žapuže) è un centro abitato della Slovenia, insediamento (naselje) del comune di Aidussina.
È capoluogo di una comunità locale, una delle 28 in cui si suddivide il comune, che include anche il vicino insediamento di Kožmani.

## Storia
La località in epoca asburgica faceva parte del comune di Sturie (Šturje), all'interno del Ducato di Carniola (a sua volta parte sino al 1849 del Regno d'Illiria). Era nota col toponimo sloveno di Zapuže (o Zapuža) e con quello tedesco di Sapusche.
Nel 1920, in seguito alla prima guerra mondiale e al Trattato di Rapallo, entrò a fare parte nel Regno d'Italia. Il nome del paese venne italianizzato in Sapuse. Dal punto di vista amministrativo rimase nello stesso comune, rinominato anch'esso dapprima in Sturia e poi dal 1923 Sturie delle Fusine. Nello stesso anno il comune venne inquadrato nella provincia del Friuli, passando poi nel 1927 a quella di Gorizia. L'anno successivo il comune di Sturie delle Fusine venne disciolto e il suo territorio entrò a far parte del comune di Aidussina.
Nel 1947, in seguito alla seconda guerra mondiale e ai Trattati di Parigi, la località passò come il resto dell'area alla Jugoslavia, rimanendo sempre all'interno del comune di Aidussina. Dal 1991 fa parte della Slovenia. 